# 222 Lucia
Lucia /ˈluːʃiə/ (định danh hành tinh vi hình: 222 Lucia) là một tiểu hành tinh lớn, kiểu C, ở vành đai chính. Thành phần cấu tạo của nó dường như bằng vật liệu cacbonat nguyên thủy. Nó thuộc nhóm tiểu hành tinh Themis.
Ngày 9 tháng 2 năm 1882, nhà thiên văn học người Áo Johann Palisa phát hiện tiểu hành tinh Lucia khi ông thực hiện quan sát ở Viên và đặt tên nó theo tên Lucia, con gái của nhà thám hiểm Áo-Hung, Graf Wilczek.